# Астральні міфи
Астральні міфи (давньогрец. ἄστρον «зоря») — групи міфів, що пов'язані із небесними тілами (зорі, сузір'я, планети, супутники). 
Астральні міфи присутні в культурах різних народів світу. Частіше всього пов'язані із астральними культами, проте бувають і такі міфи, що не мають зв'язку із релігією.
Для ранніх астральних міфів, асоційованих з неземлеробськими культурами, надавалась більша увага до «нерухомих зір», пов'язують з міфами про небесне полювання.

## Астрологічні божества
У цій таблиці показані астрологічні планети (не астрономічні) та грецько-римські божества, пов'язані з ними. У більшості випадків англійська назва планет походить від імені римського бога чи богині. Також цікавим є зв’язок римського бога з подібним грецьким богом. У деяких випадках це одне і те ж божество з двома різними іменами.
| Планета  | Символ  | Римське божество | Грецьке божество                   | Вавилонське божество | Вірменське божество  | Ведійське божество           | Період     | Значення (Європейське)                                   | Значення (Ведичне) |
| -------- | ------- | ---------------- | ---------------------------------- | -------------------- | -------------------- | ---------------------------- | ---------- | -------------------------------------------------------- | --- |
| Сонце    | Sol     | Сол              | Ἥλιος (Геліос) Ἀπόλλων (Аполлон)   | Шамаш                | Արև (Арев)           | सूर्य (Сур'я)                  | Давнина    | Бог пророцтв, цілительства та сонця; втілення сонця.     | Бог Сонця. Пов’язаний з его та життєвою силою. Син Адіті та Каш'япи. |
| Місяць   |         | Луна Діана       | Σελήνη (Селена) Ἄρτεμις (Артеміда) | Сін                  | Լուսին (Лусін)       | चंद्र (Чандра)                 | Давнина    | Богиня полювання та Місяця; втілення місяця.             | Бог Місяця. Пов’язаний з емоціями та материнськими інстинктами. |
| Меркурій | Mercury | Меркурій         | ʽἙρμῆς (Гермес)                    | Набу                 | Լուծ (Лут)           | बुध (Будга)                   | Давнина    | Бог посланців, подорожей та / або торгівлі.              | Планетний бог, відомий своєю охороною природи та людства. Пов’язаний із спілкуванням та кмітливістю. |
| Венера   | Venus   | Венера           | Ἀφροδίτη (Афродіта)                | Інанна               | Եղջերու (Йехгджеру)  | शुक्र (Шукра)                  | Давнина    | Богиня романтики та хіті.                                | Наставник Асури. Пов’язаний із родючістю, красою та ентузіазмом. Завжди допомагав демонам у війні проти богів. |
| Марс     | Mars    | Марс             | Ἀρης (Арес)                        | Нергал               | Ծկրավորի (Тскаворі)  | मंगल (Мангала)                | Давнина    | Бог війни.                                               | Син Землі. З цією планетою асоціюються сприятливі випадки. Також пов’язаний із силою та агресією. |
| Церера   | Ceres   | Церера           | Δημήτηρ (Деметра)                  |                      | Արգավանա (Арґавана)  | देवी (Шакті)                   | Сучасність | Богиня пір року.                                         | Велика Божа Мати в індуїзмі. |
| Юпітер   | Jupiter | Юпітер           | Δίας (Діас)                        | Мардук               | Փառազնոտ (Саразнот)  | गुरु (Ґуру) बृहस्पती (Брігаспаті) | Давнина    | Верховний бог Олімпу. Бог неба та грому.                 | Наставник та вчитель богів. Допомагав богам у війні проти демонів. Пов’язаний з удачею та зростанням. |
| Сатурн   | Saturn  | Сатурн           | Κρόνος (Кронос)                    | Нінурта              | Արտախույր (Артаксур) | शनि (Шані)                    | Давнина    | Бог сільського господарства. Лідер і повелитель титанів. | Бог обов'язку; карає тих, хто не виконує належних обов'язків. Ця планета асоціюється з честолюбством, статусом, справедливим покаранням, мудрістю, терпінням, честю, твердістю, песимізмом, труднощами та фаталізмом. |
| Уран     | Uranus  | Каелус           | Ουρανός (Уран)                     |                      | Երկնակ (Єрнак)       | अरुण (Аруна)                  | Сучасність | Втілення неба.                                           | Колісниця Сонця та півбрат міфологічного царя змії Васукі в індійських пуранах. Ця планета асоціюється з оригінальністю, ексцентричністю та раптовими змінами.                                                        |
| Нептун   | Neptune | Нептун           | Ποσειδῶν (Посейдон)                |                      | Մոսմոռակ (Мосморак)  | वरुण (Варуна)                 | Сучасність | Бог морів та океанів.                                    | Бог дощу в індійській міфології. Ця планета асоціюється з мріями, ілюзіями та психічною сприйнятливістю, іноді із невизначеністю.                                                                                     |
| Плутон   |         | Плутон           | Πλούτων (Плутон) Ἅδης (Гадес)      |                      | Հեռակ (Херрак)       | यम (Яма)                     | Сучасність | Бог смерті та Підземного світу.                          | Бог смерті та переродження. Пов’язаний із підсвідомими силами. |

## У світовій культурі
Найбільш розвинені комплекси астральних міфів склалися в міфологіях сільськогосподарських цивілізацій Стародавнього Єгипту, Вавилона і культур Мексики, в яких астрономічні спостереження були тісно пов'язані із календарем та, відповідно, з сільськогосподарськими циклами. Для астральних міфів цих культур характерна підвищена увага до «рухомих» небесних тіл — Сонця, Місяця, і «блукаючих зірок» — планет.

### Вавилон

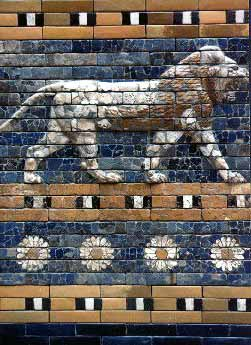
Частина Брами Іштар у Вавилоні

Вавилонська астрологія є першою організованою системою астрології, і виникла у 2-му тисячолітті до нашої ери. Історія небесних ворожінь починається з пізніх старовавилонських текстів (приблизно 1800 р. до н. е.), і продовжується у середньовавилонський та середньоассирійський періоди (приблизно 1200 р. до н. е.).
До XVI століття до н. е. широке використання астрології, що базувалась на прикметах, може бути засвідчено при складанні Енума Ану Енліль, що складався з 70 клинописних табличок, що містять 7000 небесних ознак. 
У цей час вавилонська астрологія була виключно мирською, займалася передбаченням погоди та політичних питань, і до VII століття до н.е. розуміння практиками астрономії було досить рудиментальним. Астрологічні символи, ймовірно, були сезонними, і використовувались як щорічний альманах перерахованих заходів, щоб нагадати громаді робити речі, що відповідають сезону чи погоді (наприклад, символи, що представляють час для збирання врожаю, збирання молюсків, риболовлю сіткою, посів сільськогосподарських культур, збір або управління водними запасами, полювання та сезонні завдання, що мають вирішальне значення для забезпечення виживання дітей та молодих тварин для більшої групи). До IV століття їхні математичні методи досить прогресували, щоб обчислити майбутні планетарні положення з розумною точністю, після чого почали з'являтися великі ефемериди. 
Вважалося, що боги також є небесними зображеннями планет або зір, з якими вони асоціюються. Тому злі небесні прикмети, що відносяться до будь-якої конкретної планети, розглядалися як ознаки невдоволення бога.  У вавилонській міфології основні божества асоціювались з сімома видимими неозброєним оком «рухомими» світилами, а їхня кількість відповідала кількості днів в вавилонському тижневі, який поширився в Римській імперії за часів Августа.
| Божество   | Планета  | День тижня | Латинська назва |
| ---------- | -------- | ---------- | --------------- |
| 1. Шамаш   | Сонце    | неділя     | Dies Solis      |
| 2. Сін     | Місяць   | понеділок  | Dies Lunae      |
| 3. Нергал  | Марс     | вівторок   | Dies Martis     |
| 4. Набу    | Меркурій | середа     | Dies Mercurii   |
| 5. Мардук  | Юпітер   | четвер     | Dies Jovis      |
| 6. Іштар   | Венера   | п'ятниця   | Dies Veneris    |
| 7. Нінурта | Сатурн   | субота     | Dies Saturni    |

### Елліністичний Єгипет
У 525 р. до н.е. Єгипет був завойований персами, тому, ймовірно, мав місце месопотамський вплив на єгипетську астрологію. Стверджуючи на користь цього, історик Тамсин Бартон наводить приклад того, що месопотамський вплив на єгипетський зодіак є у розділенні двох знаків — Балансі та Скорпіоні, про що свідчить Дендерський зодіак (за грецькою версією Баланс був кігтями Скорпіона). 
Після окупації Александром Македонським у 332 році до н.е., Єгипет потрапив під елліністичне правління та, відповідно, вплив. Місто Александрія було засноване Александром після завоювання, і протягом III та II століть до н. е. вчені Александрії були плодовитими письменниками. Саме в Птолемейській Александрії вавилонська астрологія була змішана з єгипетською традицією деканічної астрології для створення гороскопічної астрології. Тут містився вавилонський зодіак з його системою планетарних піднесень, тривидністю знаків та важливістю затемнень.

### Давні Греція та Рим
Для стародавніх астрологів планети представляли богів та їх безпосередній вплив на людину. Богиня Артеміда (раніше — Селена; римська Діана) вважалась богинею Місяця, Аполлон (раніше — Геліос; римський Сол) — бог Сонця, Каллісто — німфа, перетворена Герою на сузір'я тощо. 

### Індіанці
Корінні американці протягом усього часу вважали священним зв’язок між природою, твариною та людиною. Корінна американська астрологія базується на тотемах тварин, під яким народжені люди. Тотем народження схожий на астрологічний знак зодіаку. 
Ці тотеми часто називають сонячними тотемами, оскільки вони охоплюють багато аспектів «сонячної» системи. Від сезонних відносин до фаз місяця. 
В астральних міфах індіанців Південної Америки одне з сузір'їв постає як тапір, інше (Оріон або Плеяди) — як частини тіла розчленованого героя. 
Варіанти цих міфів відрізняються тим, яка з частин тіла з яким сузір'ям (або зорею) співвідноситься. Найчастіше зустрічається мотив пояснення багатьох (зазвичай 12 або 10) сузір'їв за допомогою астральних міфів, в яких виступає таке ж число тварин. У легендах південноамериканських індіанців (в Гаяні) кожне з сузір'їв втілює душу одного з тварин. Подальший розвиток таких А. м. Приводить до побудови системи відповідностей між 12 сузір'ями і таким же числом тварин.

### Евенки
У евенків небо — це тайга верхнього світу, в якому живе космічний лось Хеглун, який щовечора краде і відносить в хащі сонце. Чотири зірки ковша Великої Ведмедиці вважаються ногами Хеглуна, а три зірки ковша цього сузір'я є мисливцем (або трьома мисливцями), іноді міфологічним ведмедем Мангі, що полює на лося. Мала Ведмедиця в одному з варіантів постає як теля лося, Чумацький шлях — як слід лиж мисливця-ведмедя, що об'ївся м'ясом лося. Цей лось ототожнюється з сузір'ям Великої Ведмедиці. У російській народній традиції сузір'я Великої Ведмедиці також іноді називається «Лось». 